# Інворіо
Інворіо (італ. Invorio, п'єм. Invò) — муніципалітет в Італії, у регіоні П'ємонт,  провінція Новара.
Інворіо розташоване на відстані близько 540 км на північний захід від Рима, 100 км на північний схід від Турина, 35 км на північ від Новари.
Населення — 4455 осіб (2014).
Щорічний фестиваль відбувається 29 червня. Покровитель — святий Петро.

## Демографія
Населення за роками:

Станом на 1 січня 2023 року в муніципалітеті офіційно проживало 226 іноземців з 40 країн, серед них 36 громадян країн Євросоюзу та 46 громадян України.

## Сусідні муніципалітети
- Амено
- Арона
- Больцано-Новарезе
- Боргоманеро
- Брига-Новарезе
- Колацца
- Гаттіко
- Гоццано
- Мейна
- Паруццаро